# Champsochromis
Champsochromis és un gènere de peixos de la família dels cíclids i de l'ordre dels perciformes.

## Distribució geogràfica
És endèmic del llac Malawi (Àfrica oriental).

## Taxonomia
- Champsochromis caeruleus (Boulenger, 1908)
- Champsochromis spilorhynchus (Regan, 1922)[3][4][5]